# Kevin Can Wait
Kevin Can Wait er en amerikansk sitcom tv-serie med Kevin James i hovedrollen. Serien havde premiere i USA den 19. september, 2016. Serien var James anden hovedrolle i en CBS sitcom, efter The King of Queens, der blev sendt fra 1998 til 2007. Den 23. marts, 2017, CBS offentliggjorde serien en ny sæson, der fik premiere den 25. september, 2017.
Kevin Can Wait blev annulleret af CBS den 12. maj, 2018, efter 2 sæsoner og 48 afsnit.

## Handling
Kevin James spiller en nypensioneret politimand, der bor i New York på Long Island, med sin kone Donna, døtrene Kendra og Sara, samt sønnen Jack. Han glæder sig til at få mere tid med familien samt vennerne Goody, Duffy og Mott, der også er pensionerede betjente. Kevin opdager dog snart, at udfordringerne der hjemme er meget hårdere end dem, han sloges med på jobbet. Han bliver ligeledes nødt til at arbejde med forskellige mærkelige jobs for at for at supplere sin pensions-indkomst, mens familien må forholde sig til adskillige problemer.

## Rolleliste
- Kevin James (2011)
- Erinn Hayes (2011)
- Taylor Spreitler (2010)

- Kevin James som Kevin Gable
- Taylor Spreitler som Kendra Gable
- Mary-Charles Jones som Sara Gable
- James DiGiacomo som Jack Gable
- Ryan Cartwright som Chale
- Lenny Venito som Duffy
- Gary Valentine som Kyle Gable
- Leonard Earl Howze som Goody
- Leah Remini som Vanessa Cellucci
- Erinn Hayes som Donna Gable